# Ora (Album)
ORA ist das Debütalbum der Sängerin und Schauspielerin Rita Ora. Das Album wurde in Zusammenarbeit mit Jay Z und vielen namhaften Produzenten am 24. August 2012 weltweit veröffentlicht.
Das Album verkaufte sich mehr als über 500.000 mal physisch und digital und erhielt Gold-Status. Als erste Single wurde How We Do (Party) veröffentlicht. Weitere Veröffentlichungen sind R.I.P. mit dem Rapper Tinie Tempah, Shine Ya Light und Radio Active.

## Titelliste
- Titel 01 Facemelt
- Titel 02 Roc the Life
- Titel 03 How We Do (Party)
- Titel 04 R.I.P. feat. Tinie Tempah
- Titel 05 Radioactive
- Titel 06 Shine Ya Light
- Titel 07 Love and Warfeat. J. Cole

- Titel 08 Uneasy
- Titel 09 Fall in Lovefeat. will.i.am
- Titel 10 Been Lying
- Titel 11 Hello, Hi, Goodbye
- Titel 12 Hot Right Now
- Titel 13 Crazy Girl
- Titel 14 Young, Single & Sexy
- Titel 15 Meet Ya